# Влъчковце
Влъчковце (на словашки: Vlčkovce) е село в окръг Търнава, Търнавски край, западна Словакия. Населението му е 1347 души.
Разположено е на 126 m надморска височина, на 10 km южно от град Търнава. Площта му е 12,86 km². Кмет на селото е Иван Доброводски.